# 修養団SYDビル
修養団SYDビル（しゅうようだんSYDビル）は、東京都渋谷区千駄ヶ谷4丁目25番2号に所在するオフィスビル。名前のとおり修養団の本部がある他、ゼネコンのフジタ本社があることでも知られている。

## 概要
明治通りと四谷角筈線が交わる北参道交差点に面し、明治神宮の森を眺めることができるオフィスビル。この地にあった修養団会館を建て替える形で1996年に竣工した。
竣工当時から、施工したフジタ東京支店が入居し、キーテナントとして入居していた。その後の2000年にフジタの本社が南側のGSKビル(フジタ移転後イギリスの製薬大手グラクソ・スミスクラインが本社として入居、2018年解体)から移転し、2021年現在でも入居している。

## テナント
- 修養団 本部
  - SYDホール
- フジタ 本社

## 周辺
- 日本共産党本部ビル
  - 日本共産党中央委員会
- 千駄ヶ谷第21大京ビル　
  - 大京 本社
- 国立能楽堂
- 鳩森八幡神社
- 明治神宮
- 北参道駅
- 代々木駅
- 千駄ケ谷駅
- 新宿御苑

など

## アクセス
鉄道
- 東京メトロ副都心線北参道駅